# Treball en equip

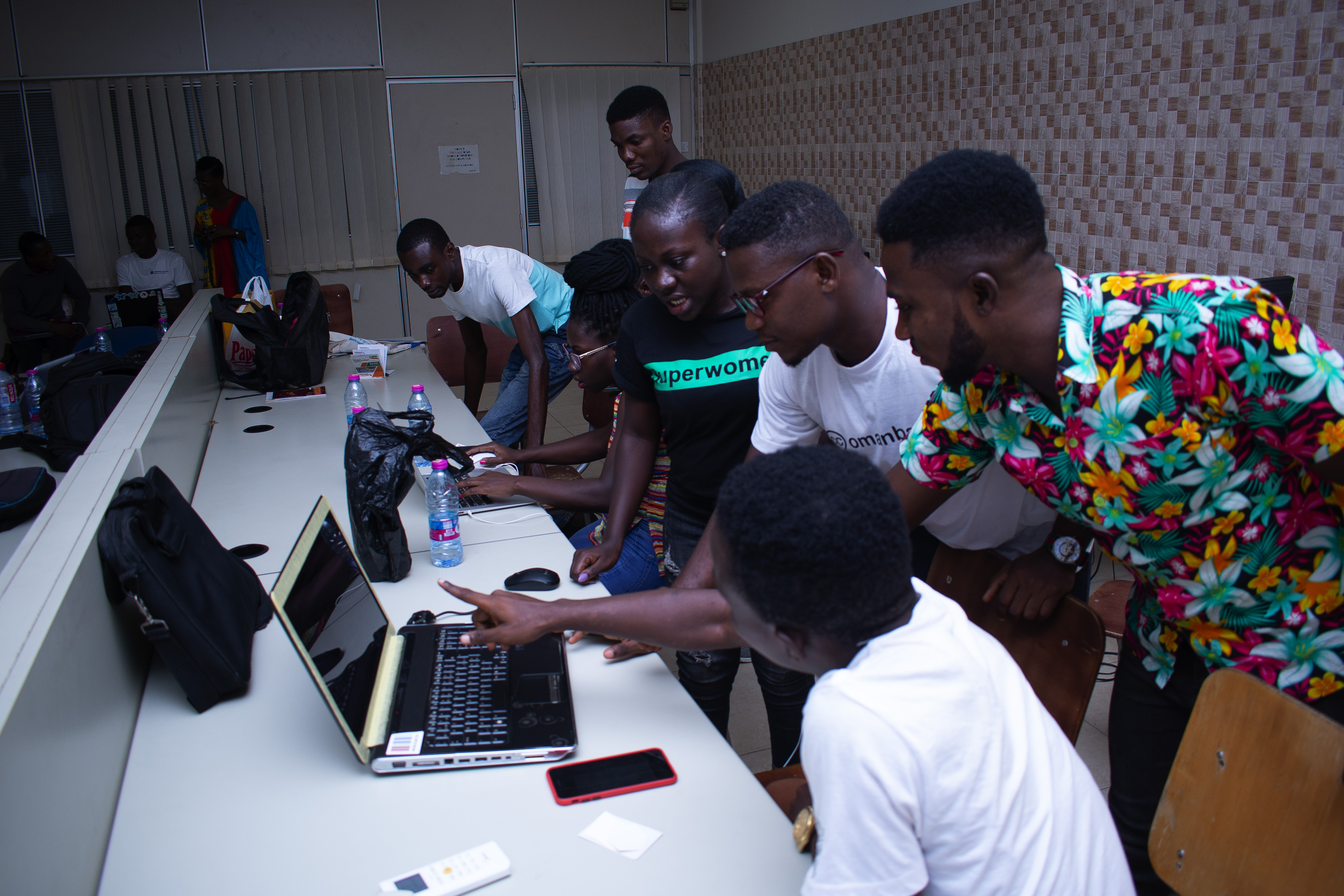
Treball en equip durant una Viquimarató a Ghana en el marc del Dia del Domini Públic l'any 2020.

El treball en equip és el treball fet per diversos individus on cadascú fa una part però tots segueixen un objectiu comú. Aquesta forma de treball no busca reduir el treball individual, sinó que pretén ser, a partir del talent de cadascun dels components, una ajuda valuosa pel desenvolupament de tasques que tinguin un resultat satisfactori.
És una de les condicions de treball de tipus psicològic que més influeix en els treballadors de forma positiva, perquè permet que hi hagi companyonia. Pot donar molts bons resultats, ja que normalment genera entusiasme i produeix satisfacció durant les tasques recomanades, que fomenten entre els treballadors un ambient d'harmonia i fent que s'obtinguin resultats beneficiosos. La companyonia s'obté quan hi ha treball i amistat. Aquest equip és preferible amb 4 o 5 membres.
En els equips de treball, s'elaboren unes normes que s'han de respectar per tots els membres de l'equip. Són normes de comportament establertes pels mateixos membres del grup. Aquestes normes proporcionen a cadascun dels individus una base per preveure el comportament dels altres i preparar una resposta apropiada. Inclouen els procediments fets servir per interactuar amb els altres. La funció de les normes en un equip és la de regular la seva situació com unitat organitzada, així com les funcions dels mateixos individus.
La força que integra l'equip i la seva cohesió s'expressa en la solidaritat i el sentit de pertinença a l'equip que manifesten els seus components. A més cohesió, més probable és que l'equip comparteixi valors, actituds i normes de conductes comuns.
El treball en equip resulta profitós no només per una persona, sinó per tot l'equip involucrat. Ens aporta més satisfacció i ens farà més sociables. També ens ensenyarà a respectar les idees dels altres i ajudar els companys si és necessari.

## Adversitats del treball en equip
Per formar un equip de treball és necessari considerar, no només les capacitats intel·lectuals dels seus possibles membres, sinó també les seves característiques sociopsicològiques i de personalitat de cada component. Certs equips es formen per fer tasques concretes, altres per assessorar i altres per gestionar.
Una participació disfuncional en l'equip indica que alguna cosa no funciona bé. És doncs necessari un diagnòstic més profund de l'organització i dels seus conflictes. Alguns exemples són:
- L'agressivitat, sota formes directes com: la ironia, el menyspreu, l'abús laboral, l'hostilitat i la indiferència.
- El bloqueig des d'actituds negatives, la resistència, la negació continua, el desacord constant, l'oposició a la lògica, la falta de cooperació, l'obstrucció per impedir la feliç culminació del treball i el desviament de l'atenció cap a temes menys significatius.
- La deserció, no està present ni física ni psicològicament.
- L'aïllament i absentisme sense raons.
- La divisió, l'excés de crida d'atenció, la necessitat imperiosa d'atreure simpatia i exhibir els èxits.[2]

## Els diferents rols dins de l'equip
Cal esmentar la presència de 9 tipus de rols dins del treball en equip:
1. Líder.Treballa perquè hi hagi acord respecte als objectius i que aquests siguin clars, tots se sentin compromesos i implicats amb les tasques. Aquest ha de tenir la capacitat de lideratge establint les estratègies adequades per assolir encomanament.Tampoc s'imposa, és elegit pel grup. Així i tot, ser líder pot presentar alguns desavantatges com:
- Prendre decisions de forma prematura.
- Que imperi el domini de poques persones, en particular el d'un/a líder.
- Consumir molt temps en reunions discutint solucions i accions, retardant la posada en marxa.
- Que existeixin pressions sobre membres de l'equip per acceptar solucions.
- Responsabilitat ambigua perquè queda diluïda en el grup.Aporta la imaginació i la creativitat a l'equip. Resol problemes difícils.

2. Creatiu. És una persona plena d'idees, fonts de propostes i suggeriments originals. Pot tenir problemes per comunicar-se i normalment ignora els detalls. Moltes vegades els altres no acaben d'entrendre en primera instància les seves propostes.
3. Investigador. Busca oportunitats, és comunicatiu i el seu paper principal és el d'evitar que l'equip quedi estancat. Es pot confondre el seu paper amb el del rol creatiu, però a diferencia d'aquest, no aporta idees originals, sinó que les seves idees són conegudes per les seves lectures, observacions, experiències i altres fonts externes, les quals podrien ser de molta utilitat per l'equip. Pot ser que sigui massa optimista i, a vegades, pot perdre l'interès quan decau l'entusiasme inicial.
4. Impulsor. És un individu reptador i dinàmic. Pot treballar sota pressió, té iniciativa i coratge per superar obstacles. El seu caràcter impulsiu pot ofendre a altres persones, tot i així, ben integrat per la seva energia anima als altres a avançar amb el treball.
5. Avaluador. És seriós i perspicaç. Percep les oposicions, jutja amb exactitud i analitza les idees presentades, valora els pros i contres i proporciona instruments d'anàlisi perquè l'equip pugui decidir-se per l'alternativa més adequada. La persona que exerceix aquest rol, generalment, manca d'iniciativa i no té habilitat per inspirar als altres, i moltes vegades pot resultar massa crític.
6. Cohesionador. És cooperador i afable, perceptiu i diplomàtic. Escolta als altres, evita els confrontaments i és sensible per identificar les necessitats i inquietuds dels altres membres. Amb el seu instint intenta inspirar idees a la resta de persones que formen l'equip de treball, té habilitat en la resolució de conflictes. En situacions crucials, acostuma a ser indecís i és fàcilment influenciable.
7. Implementador. És l'organitzador pràctic que transforma les decisions i estratègies en tasques definides i realitzables, per tal que la resta de l'equip les pugui fer servir. És disciplinat, lleial i eficient. A vegades pot ser inflexible i lent en la seva resposta al canvi.
8. Finalitzador. Aquesta persona es preocupa pel que pot estar realitzat malament i pels detalls per assegurar-se que tot s'ha executat correctament. És meticulós i vetlla perquè no quedi res sense fer. És acurat i conscient. Realitza les tasques dins del termini establert. Tendeix a preocupar-se excessivament i no li agrada delegar.
9. Especialista. Està interessat per una sola cosa. Compleix amb les seves obligacions i aporta coneixements tècnics específics. Hi contribueix només quan coneix del tema.

## Projecció educativa
Tots els alumnes d'un centre educatiu observen que la relació amb els companys els afecta en la mesura que s'hi veuen reflectits. Aquesta reacció natural pot ocasionar un estímul, positiu o negatiu, no desitjat dins l'aula i a l'hora de l'elecció voluntària dins d'un grup classe. Pel treball en equip aquesta retroalimentació de l'alumne és fonamental per l'elecció del grup. Per això, el moderador/ o professor/a és la persona indicada per assignar els alumnes dins de cada grup.Algunes vegades son grups a l'atzar per poder conèixer quin rol te cada alumne.
Les dinàmiques de grup s'han utilitzat des del segle passat per afavorir la cohesió del grup. Els dos objectius que es persegueixen amb el treball en grup són la productivitat i el comportament. L'èxit o el fracàs del grup no dependrà de factors externs sinó del grup en qüestió.
La primera acció que s'ha de tenir present dins del grup seran les normes a seguir com a grup i l'objectiu a aconseguir; no com quelcom abstracte sinó normes senzilles i objectius clars perquè ho puguin dur a terme tots els membres del grup. Tanmateix, existeixen quatre factors més en la dinàmica de grups que s'han de tenir en compte:
- És ideal que el grup el formin quatre alumnes o cinc.
- La unanimitat dins el grup.
- La implicació de tothom.
- La personalitat de cada membre del grup.[5]

Els/les alumnes extravertits sempre tenen un caràcter bo per la vida: tolerància, simpatia,... virtuts pràctiques. Amb ells s'ha de vigilar la passivitat, la superficialitat i el conformisme. Amb els alumnes introvertits, més reflexius que els extravertits viuen la inadaptació dins del grup (aïllament instintiu), del complex d'inferioritat i la timidesa. Dins del grup aquests factors haurien de desaparèixer creant un ambient de treball òptim.